# The Unforgiving
Pour l’article homonyme, voir The Unforgiving (film).
Albums de Within Temptation
The Heart of Everything
(2007) The Q-Music Sessions
(2013)
The Unforgiving est le cinquième album studio du groupe néerlandais Within Temptation, sorti le 25 mars 2011.

## Liste des titres
| No  | Titre                               | Durée |
| --- | ----------------------------------- | ----- |
| 1.  | Why Not Me                          | 0:34  |
| 2.  | Shot in the Dark                    | 5:02  |
| 3.  | In the Middle of the Night          | 5:11  |
| 4.  | Faster                              | 4:24  |
| 5.  | Fire and Ice                        | 3:57  |
| 6.  | Iron                                | 5:41  |
| 7.  | Where is the Edge                   | 3:59  |
| 8.  | Sinéad                              | 4:23  |
| 9.  | Lost                                | 5:14  |
| 10. | Murder                              | 4:16  |
| 11. | A Demon's Fate                      | 5:30  |
| 12. | Stairway to the Skies               | 5:32  |
| 13. | I Don't Wanna (Itunes Bonus Track)  | 5:06  |
| 14. | The Last Dance (Itunes Bonus Track) | 4:29  |
| 15. | Empty Eyes (Itunes Bonus Track)     | 3:43  |

## Composition du groupe
- Sharon den Adel - chants
- Robert Westerholt - guitare
- Ruud Jolie - guitare
- Martijn Spierenburg - claviers
- Jeroen van Veen - basse
- Mike Coolen - batterie

## Certifications
| Pays           | Certification |
| -------------- | ------------- |
| Pologne (ZPAV) | Or            |